# 1983 w grach komputerowych

Artykuł opisuje ważne wydarzenia w 1983 roku w branży gier komputerowych. Zobacz też: historia gier komputerowych.

## Wydarzenia
- Zapaść rynku gier wideo w 1983
- 15 lipca – wydanie konsoli Famicom w Japonii

## Wydane gry
- 18 marca – Decathlon
- dokładna data wydania nieznana – Bomberman
- dokładna data wydania nieznana – Dragon’s Lair
- dokładna data wydania nieznana – Lode Runner
- dokładna data wydania nieznana – Manic Miner
- dokładna data wydania nieznana – Deathchase
- dokładna data wydania nieznana – Web Master